# Peter Černák
Peter Černák (* 21. ledna 1976, Handlová) je slovenský fotbalový záložník hrající v současnosti za slovenský klub FC Baník Horná Nitra, jenž vznikl fúzí klubů ŠKF Baník Handlová a FK Prievidza 2010 a v sezóně 2011/12 působí v 5. slovenské lize. Černák působil rovněž v nejvyšší české lize v klubu SK Dynamo České Budějovice.

## Klubová kariéra
S fotbalem začal v rodné Handlové. Prošel tam všemi mládežnickými kategoriemi a jako dospělého si ho vyhlédly druholigové Nováky. Tam na sebe upoutal pozornost několika klubů, nakonec se zájem zúžil na Slovan Bratislava a Spartak Trnava. Černák se rozhodl pro Spartak a v prosinci 1999 si tak splnil sen. V Trnavě podepsal dvouletou smlouvu do prosince 2001. Tu ale nenaplnil a po roce a půl se vrátil v létě 2001 do Nováků. Po roce přešlo celé mužstvo do Topoľčan. V další sezóně přestoupil do Prievidze. V zimní přestávce 2004/2005 odešel do ViOnu Zlaté Moravce, kde se stal kapitánem a slavil postup do nejvyšší slovenské ligy. V lednu 2008 si ho vyhlédl Slovan Bratislava. V ročníku 2008/09 získal s "belasými" mistrovský titul. V září 2009 zamířil do české 1. Gambrinus ligy – do SK Dynamo České Budějovice, kde během dvou sezón odehrál 46 ligových utkání a vstřelil 2 branky. Po skončení sezóny 2010/11 s ním však vedení klubu neprodloužilo smlouvu, neboť chtělo provést omlazení kádru. Černák poté přijal nabídku Roberta Šuníka, prezidenta nověvytvořeného klubu FC Baník Horná Nitra se sídlem v Prievidzi působícího v 5. slovenské lize.